# Allotropi

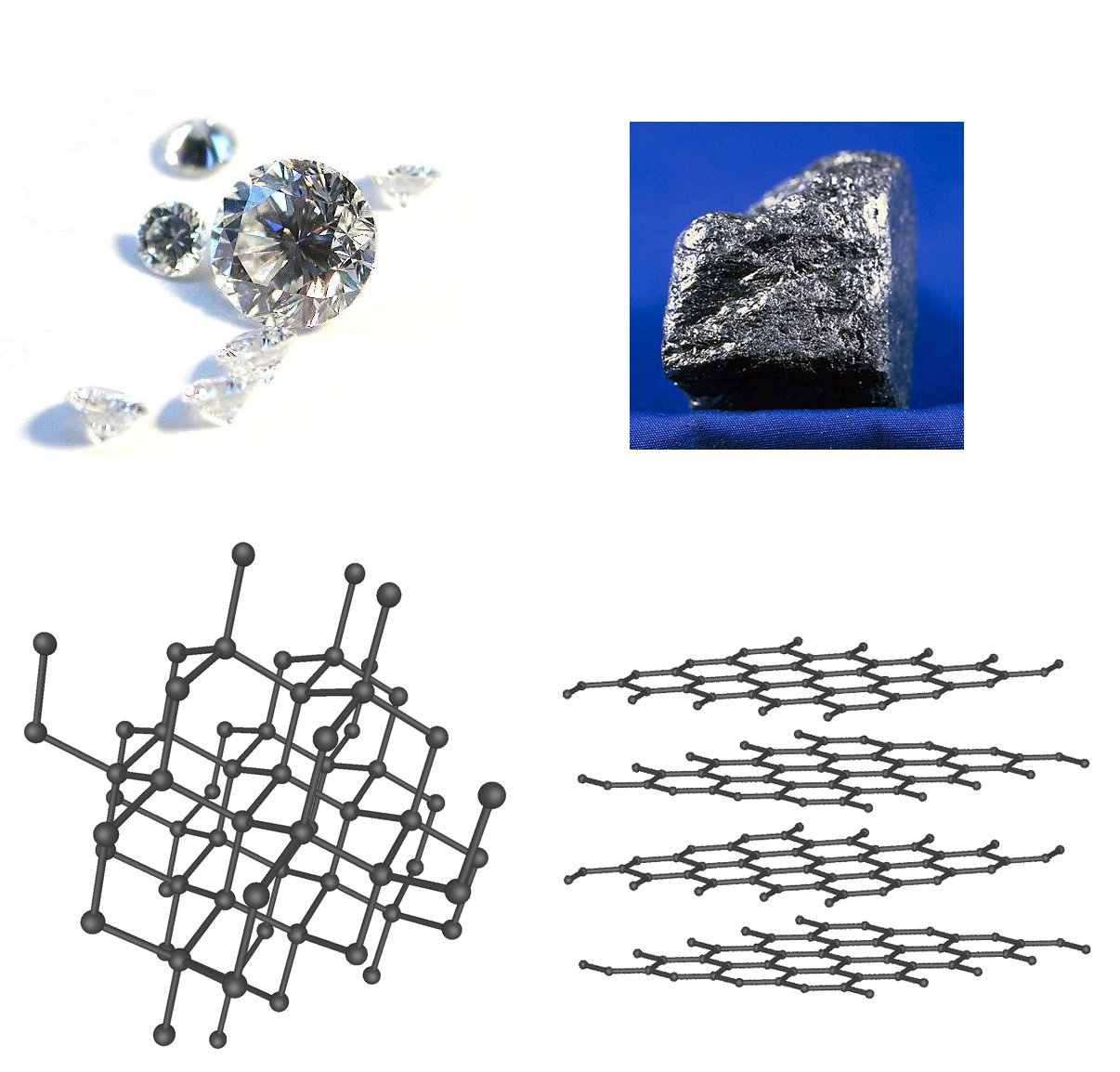
Diamant och grafit är allotroper av kol, ovan visas fotografier av diamant (vänster) och grafit, och under dem tillhörande kristallstruktur.

Allotropi är fenomenet att vissa ämnen kan förekomma i olika former – allotroper – av grundämnet. Allotropi benämndes 1841 av Berzelius[källa behövs], och hade då ingen förklaring. Numera vet man att det handlar om hur grundämnenas atomer kan sitta ihop i olika strukturer och att det är denna skillnad som ger upphov till allotropernas olika egenskaper.

## Exempel på allotropi
År 1860 kunde man fastställa att ozon, en allotrop form av syre, hade 50 procent högre molekylmassa, så att man drog slutsatsen att det handlade om O2 och O3. Ett annat exempel är grafit, diamant, buckminsterfulleren och grafen som är fyra allotroper av kol.[källa behövs]. Järn förekommer som alfa- och gammajärn. Fosfor förekommer som röd och gul fosfor. Svavel kan förekomma som rombiskt och monoklint svavel.